# Imitazione di Cristo (teologia)

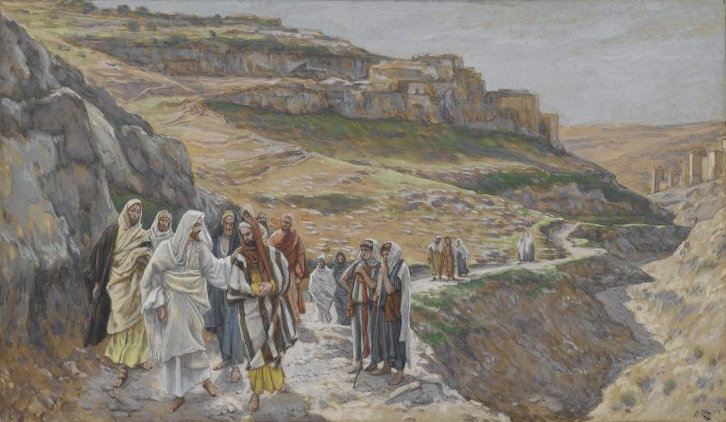
Gesù discorre coi suoi discepoli, James Tissot, c. 1890

Nella teologia cristiana, l'imitazione di Cristo (talvolta anche Cristomimesi, dal greco Χριστός, "Cristo" e μίμησις, "imitazione") è una pratica che segue letteralmente l'esempio di Gesù Cristo, non solo a livello spirituale, ma anche a livello fisico e nelle opere della vita quotidiana. Nel cristianesimo orientale il termine Vita di Cristo è solitamente usato per indicare il medesimo concetto.
L'ideale dell'imitazione di Cristo è stato un elemento importante dell'etica e della spiritualità cristiana. Riferimenti a questo concetto e alla sua pratica si ritrovano sin dai primi documenti del cristianesimo come ad esempio le Lettere di Paolo.
Sant'Agostino vedeva l'imitazione di Cristo come un proposito fondamentale per la vita del buon cristiano, come rimedio all'imitazione dei peccati di Adamo. San Francesco d'Assisi credeva nell'imitazione fisica e spirituale di Cristo, abbracciando il tema della povertà e predicando come Gesù che era nato povero ed era morto nudo sulla croce. Tommaso da Kempis, scrisse il volume Imitazione di Cristo basato proprio sull'interiorizzazione della vita di Cristo nella propria e dal ritiro dalle velleità del mondo.
Il tema dell'imitazione di Cristo è esistito anche nella teologia bizantina come si evince dal volume Vita di Cristo di Nicola Cabasila del XIV secolo.

## Il cristianesimo delle origini

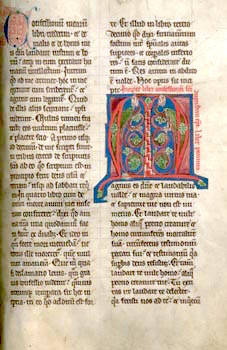
Copia del XIII secolo delle Confessioni di Sant'Agostino, libro VII

(Sant'Agostino, In Iohannis evangelium, tractatus 25, 16)
La parola "imitare" non compare nei vangeli canonici, ma la parola "seguire" è spesso presente rapportata a quanti credono in Gesù, e Gesù viene indicato più volte come fonte d'imitazione (Mt. 10:38, Mt. 16:24, Lc 14:27). In 1 Tessalonicesi 1:6, San Paolo, fa però esplicito riferimento all'imitazione di Cristo dicendo: "E voi siete diventati imitatori nostri e del Signore, avendo accolto la parola con la gioia dello Spirito Santo anche in mezzo a grande tribolazione". Allo stesso modo in 1 Pietro 2:21, san Pietro spiega come il dovere del buon cristiano sia quello di "seguire i suoi [di Cristo] passi".
Per Paolo l'imitazione di Cristo coinvolge la prontezza a lasciarsi modellare dallo Spirito Santo come si evince in Romani 8:4 e in Romani 8:11, e nel comandamento dell'amarsi gli uni con gli altri presente in 1 Corinti 13 e in Galati 5:13. L'imitazione di Cristo, come appare in Efesini 5:1-2 è vista da Paolo come una vera e propria imitazione di Dio: "Fatevi dunque imitatori di Dio, quali figli carissimi, e camminate nella carità, nel modo che anche Cristo vi ha amato e ha dato se stesso per noi, offrendosi a Dio in sacrificio di soave odore".
Nella Chiesa delle origini poco era l'interesse riposto nel Gesù storico e questo impedì un immediato sviluppo del concetto di "imitazione letterale". I primi concetti di imitazione si focalizzano sulle opere dello Spirito Santo, nella mortificazione e nel martirio personali. Col tempo, questo punto cambiò di prospettiva e al tempo di San Francesco d'Assisi i tentativi di imitazione letterale di Cristo erano ormai un fatto assodato.
Dal IV secolo, l'ideale di imitazione di Cristo era ormai accettato da Sant'Agostino ed era l'obbiettivo ultimo della conversione, nonché uno dei propositi chiave della vita cristiana.
Il VII libro delle Confessioni di Sant'Agostino include il noto passo "infine imitate il Dio umile" che conferma la forte tradizione cristiana nell'imitazione di Cristo per 400 anni. Agostino vedeva gli esseri umani come creature in avvicinamento alla Santissima Trinità tramite l'imitazione del Figlio, visto in collegamento col Padre e tramite lo Spirito Santo. Quindi per Agostino l'imitazione di Cristo era possibile tramite lo Spirito che conferisce la grazia di Dio. Agostino vedeva la figura di Cristo sia come un segno di grazia sia come un esempio da seguire e i suoi scritti successivi giungono a invocare un'unione mistica con Cristo.

## Medioevo
Dalla fine del IX secolo, l'imitazione fisica di Cristo crebbe di popolarità tra i cristiani al punto che il Concilio di Trebur dell'895 giunse a considerare l'immersione del battesimo come l'imitazione della permanenza di Gesù nella tomba per tre giorni e la risurrezione dalle acque come l'imitazione della risurrezione di Gesù. In questo periodo si diffuse inoltre il tema della mortificazione della carne per la salvezza dell'anima sull'esempio del patimento delle sofferenze di Cristo.

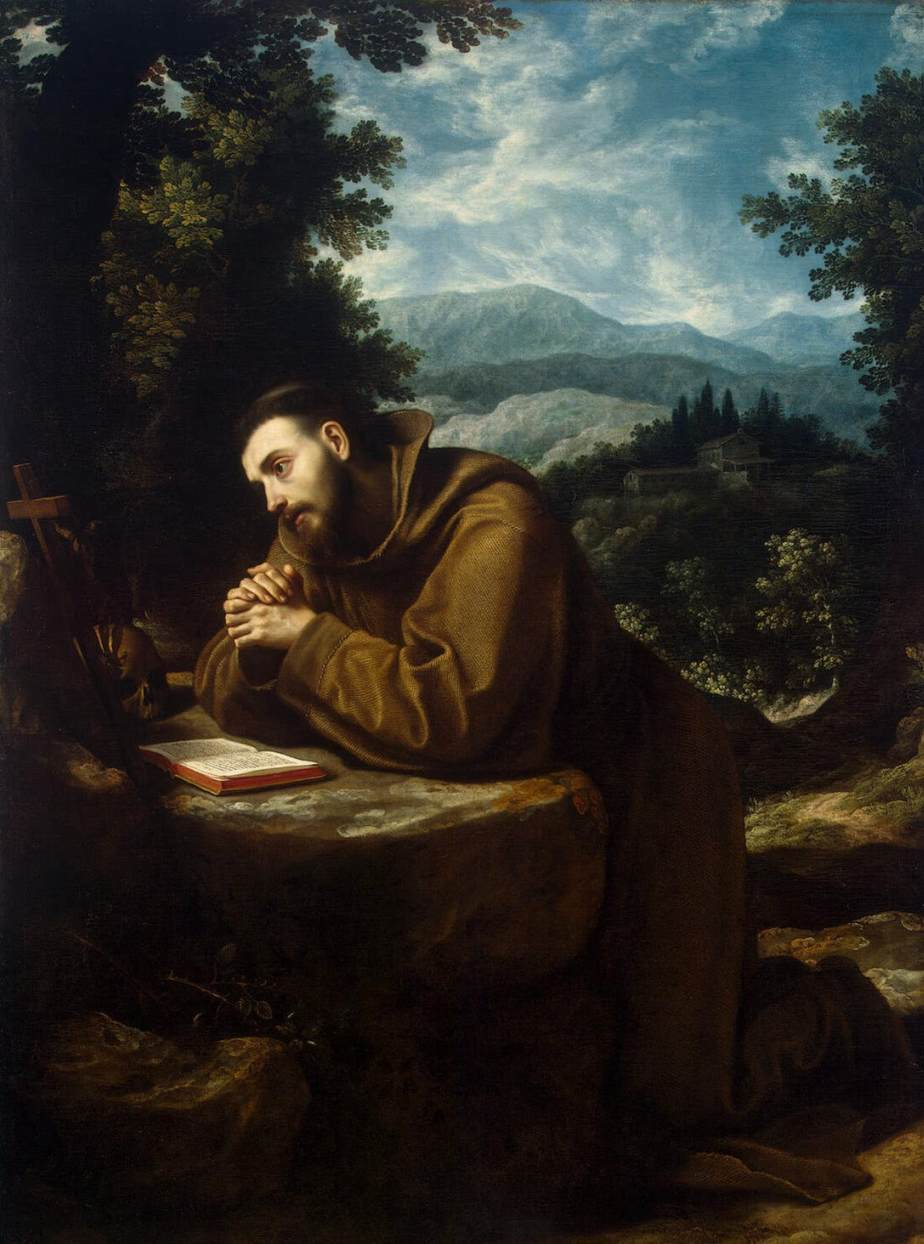
San Francesco d'Assisi considerava le sue stigmate come parte dell'"imitazione fisica di Cristo"

Nel XII secolo, san Bernardo di Clairvaux considerava l'umiltà e l'amore come esempi chiave dell'imitazione di Cristo. Bernardo spiegò come il Padre inviò suo Figlio che a sua volta inviò lo Spirito Santo alla Chiesa e tramite essa a tutti coloro che, con umiltà, avessero compiuto ogni sforzo per essere in unione con Dio.
All'inizio del XIII secolo, iniziarono a diffondersi i primi ordini mendicanti, cercando di imitare Cristo tramite una vita di povertà e di predicazione, come Gesù aveva fatto, seguendolo anche nel martirio se necessario. Tra coloro che seguirono maggiormente questa dottrina vi fu senz'altro San Francesco d'Assisi che credeva nell'imitazione fisica oltre che spirituale di Cristo. Francesco vedeva la povertà come l'elemento chiave dell'imitazione di Cristo che "nacque povero nella mangiatoia, visse povero nel mondo e morì nudo sulla croce". Francesco pose inoltre la sua attenzione alla povertà della Vergine Maria, vedendo in lei la prima imitazione di Cristo. Quello di San Francesco fu inoltre il primo caso di stigmate registrato nella storia del cristianesimo, le quali a loro volta erano viste come segno dell'imitazione di Cristo.
Sul finire del XIII secolo, San Tommaso d'Aquino (che invocava la perfezione di Cristo nelle sue predicazioni) considerò l'imitazione di Cristo essenziale per la vita religiosa. Nella Summa Theologiae 2.2.186.5 san Tommaso disse che la "perfezione religiosa consiste innanzitutto nell'imitazione di Cristo" e in 3.65.2 pose la "perfezione della vita spirituale" come cardine di questa imitazione, col battesimo come primo passo verso questa imitazione.
Il tema dell'imitazione di Cristo continuò a esistere anche nella teologia bizantina anche se alcuni teologi orientali come Nicola Cabasila preferì utilizzare il termine "Vita in Cristo", come si evince dal libro che porta il medesimo titolo a sua firma nel XIV secolo. Cabasila chiedeva ai cristiani di "vivere la propria vita" in Cristo ponendo tale elemento tra le virtù cristiane fondamentali. Cabasila credeva inoltre che l'eucaristia fosse da ritenere la base per una nuova vita in Cristo.
Nel libro Imitazione di Cristo di Tommaso da Kempis pubblicato per la prima volta nel 1418, che tanta fortuna ebbe nei secoli successivi, si danno per la prima volta delle istruzioni specifiche per imitare Cristo. L'opera divenne tanto nota da essere considerata infine il secondo libro devozionale più popolare del cristianesimo dopo la Bibbia. L'approccio di Tommaso da Kempis è caratterizzato dalla sua enfasi sulla vita interiore e sul ritiro dal mondo e dalle cose terrene. Il libro enfatizza grandemente la devozione verso l'eucaristia come elemento chiave per la vita spirituale del cristiano.

## La riforma protestante
La riforma protestante conobbe una certa attenzione al tema dell'imitazione di Cristo. Nel XVI secolo, Martin Lutero inizialmente fece dei collegamenti tra il battesimo e l'imitazione di Cristo. Lo stesso Lutero a ogni modo condannava l'uso improprio del termine imitazione, preferendogli invece il termine "confronto" in quanto nella sua logica nessuno avrebbe potuto essere come Cristo se non Cristo stesso, data la condizione di inferiorità dell'uomo rispetto a Dio. A ogni modo Giovanni Calvino decise di prendere l'imitazione di Cristo come punto focale nei suoi scritti, lavorando in particolare sull'ideale di "unione mistica" con Cristo come proposto dal Nuovo Testamento.
Nel XVI secolo, a ogni modo, l'interesse verso l'imitazione di Cristo non si affievolì nemmeno nel mondo cattolico con esempi noti come Sant'Ignazio di Loyola che incoraggiò i gesuiti a "essere con Cristo" per sperimentarne nel quotidiano l'umanità, ad esempio invocandola nei suoi Esercizi Spirituali nella partecipazione alle sofferenze di Cristo sul Calvario o sulla croce.

## Cristologia
Il concetto di imitazione di Cristo ha un contesto cristologico e delle implicazioni sin dai primi giorni della teologia cristiana. Nel contesto della persona di Cristo, la credenza del monofisitismo che asseriva l'unica natura divina di Cristo senza legami con l'uomo, si oppose all'idea di imitazione di Cristo. Gran parte di queste problematiche, a ogni modo, vennero risolte con la dichiarazione di eresia del monofisitismo da parte delle chiese occidentali e da gran parte delle chiese orientali.
L'accettazione della natura umana (e quindi divina) di Cristo ha portato l'imitazione dello stesso Cristo da parte dei cristiani, ma nel contempo ha evidenziato i limiti di questa imitazione che si esemplificano ad esempio nella morte di Cristo in obbedienza alla volontà del Padre e per la redenzione del genere umano, cosa che nessun altro cristiano potrà mai fare per quanto cerchi di imitare Cristo.
Mentre nella cristologia occidentale l'"imitazione di Cristo" ha il proprio culmine nel sacrificio al Calvario, questo non è lo stesso per le chiese orientali dove il termine "vita di Cristo" è stato usato spesso per focalizzare l'esperienza chiave di Cristo sulla terra con la trasfigurazione. Non a caso nelle chiese orientali non vi sono santi con le stigmate, ma spesso diversi santi sono apparsi come trasfigurati o "emananti luce".
Un ulteriore punto cristologico che differenzia l'approccio orientale da quello occidentale è il ruolo del Padre e dello Spirito Santo nel concetto trinitario. In contrasto a quanto riportato da Agostino e da Tommaso, infatti, nella cristologia orientale lo Spirito Santo non è visto come il legame d'amore tra il Padre e il Figlio e pertanto l'imitazione del Figlio non ha le medesime implicazioni in termini di unità col Padre.